# 多索大区
多索大区（Région de Dosso）是尼日爾的一個大区，位於該國西南部，南隔尼日爾河與貝寧相望。面積31,002平方公里，2001年人口1,479,095人。首府多索。

## 行政区划
多索大区下分5省。
- 多索省
- 博博耶省
- 多贡杜奇省
- 加亚省
- 洛加省

1. ↑   (PDF).   [2025-02-03]. （原始内容存档 (PDF)于2019-02-04）.
2. ↑  . hdi.globaldatalab.org.   [2018-09-13]. （原始内容存档于2018-09-23） （英语）.